# St. Peter (Theley)

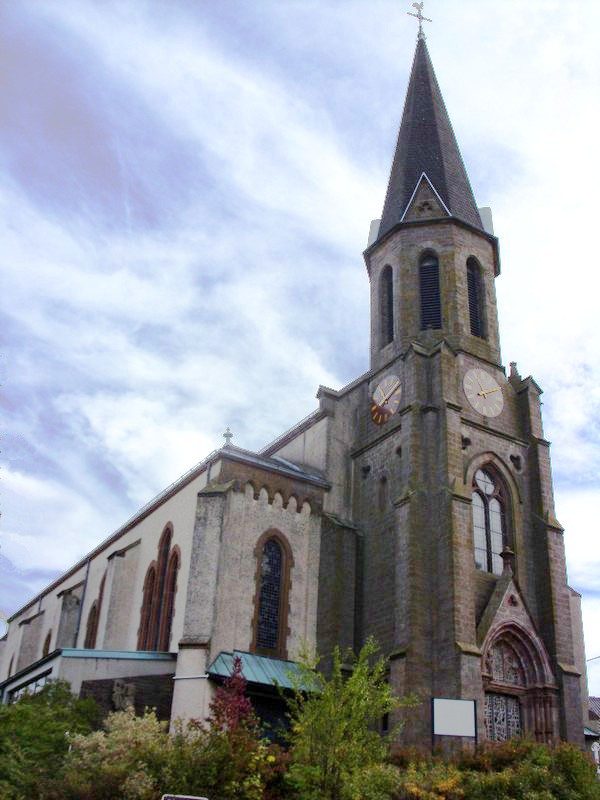
St. Peter

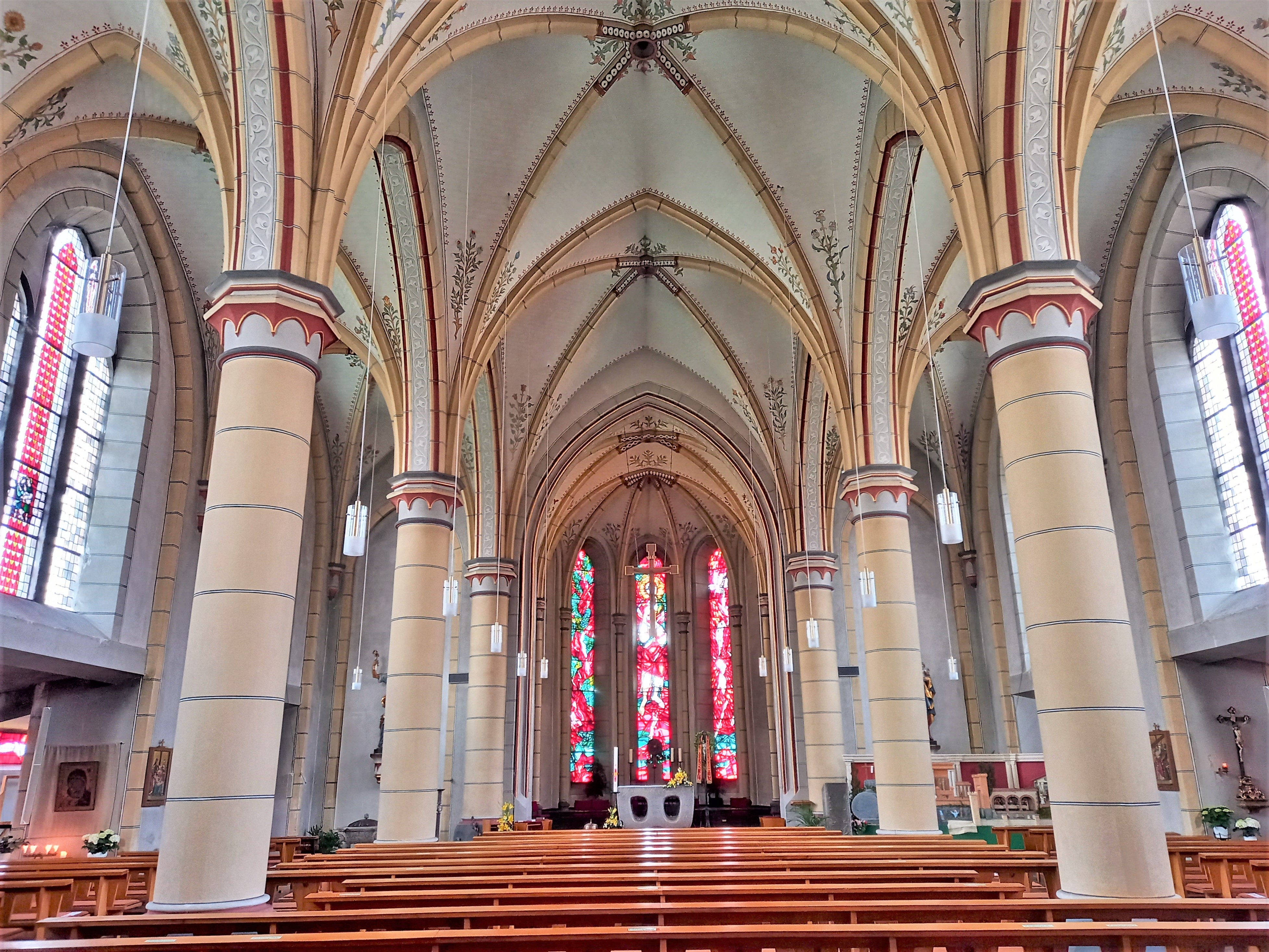
Blick ins Innere der Kirche

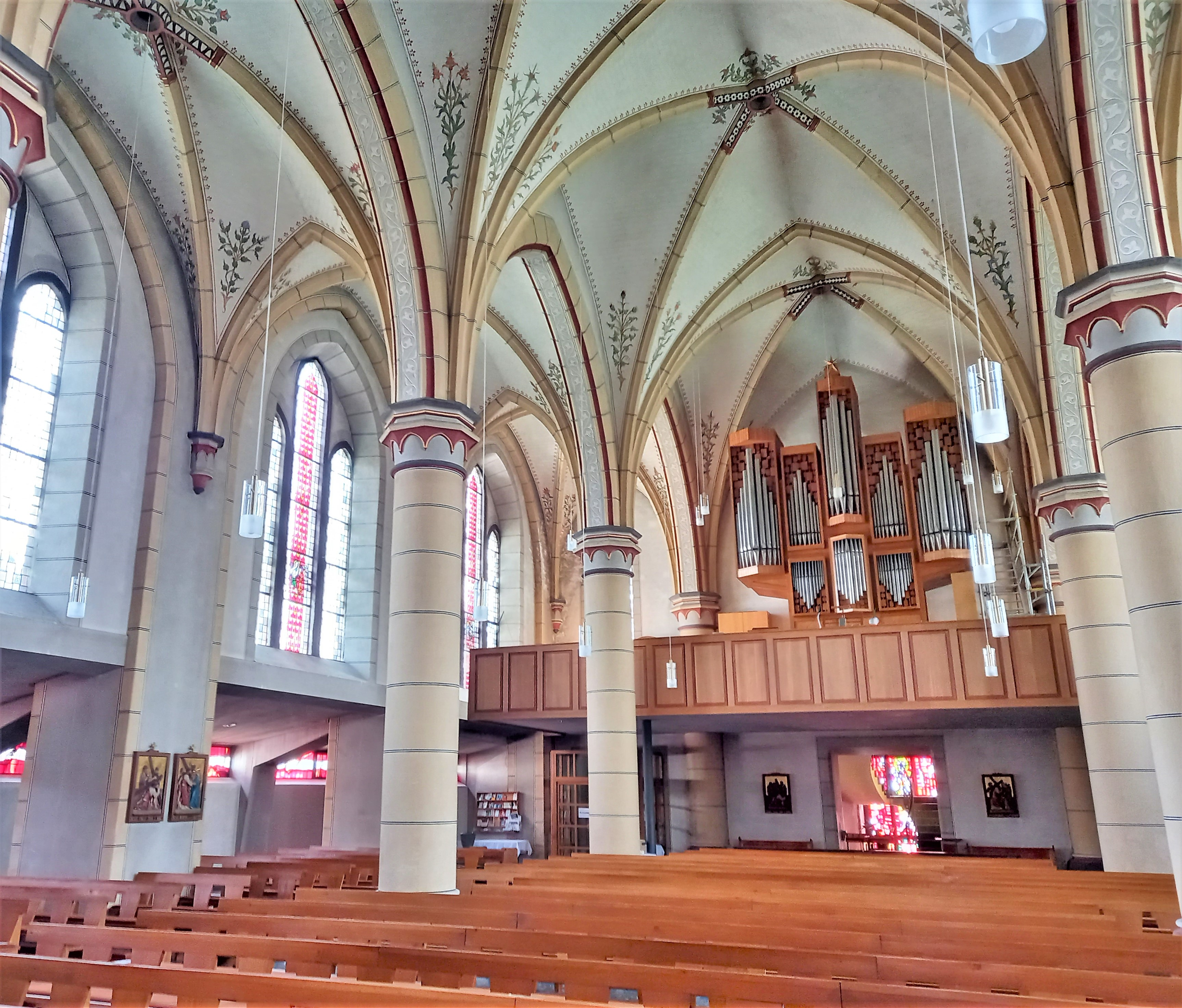
Blick zur Orgelempore

Die Kirche St. Peter ist eine dem heiligen Petrus gewidmete römisch-katholische Pfarrkirche in Theley, einem Ortsteil der Gemeinde Tholey im Landkreis St. Wendel, Saarland. Sie gehört zum Dekanat St. Wendel und somit zum Bistum Trier. In der Denkmalliste des Saarlandes ist die Kirche als Einzeldenkmal aufgeführt.

## Geschichte
Die Pfarrei Theley wurde erstmals 1330 in der Taxa generalis, einem Verzeichnis kirchlichen Besitzes des Erzbistums Trier, erwähnt. Theley ist mindestens seit 1569 Sitz eines Priesters, welcher bis 1624 vom Abt der Benediktinerabtei St. Mauritius in Tholey bestimmt wurde. Ab 1624 lag dieses Recht beim Bischof von Trier.
Zwischen 1716 und 1759 wurde ein neues Gotteshaus erbaut, welches im Jahre 1808 erweitert wurde. Da das Gebäude für die vielen Gottesdienstbesucher zu klein geworden war und sich viele Mängel aufwiesen, beschloss man die Kirche 1890 abzureißen und zu ersetzen.
Die neue Kirche wurde von Wilhelm Hector im neogotischen Stil nach Vorbildern der Frühgotik als dreischiffige Hallenkirche entworfen. Am 5. Oktober 1890 wurde der Grundstein gelegt. Die Benedizierung der fertiggestellten Kirche erfolgte am 6. Juni 1892 durch Dechant Querbach. Am 4. Juli 1895 wurde das Gotteshaus durch den damaligen Trierer Bischof Michael Felix Korum konsekriert.
Als die Gemeinde immer weiter wuchs, erweiterte man die Kirche 1966 um je ein Seitenschiff auf beiden Seiten. In dieser Form präsentiert sie sich heute noch als fünfschiffige Hallenkirche.

## Glocken
Im Jahr 1954 goss die Saarlouiser Glockengießerei in Saarlouis-Fraulautern für die St.-Peter-Kirche in Theley drei Bronzeglocken mit den Schlagtönen: es′ – f′ – as′. Die Glocken haben folgende Durchmesser: 1305 mm, 1163 mm, 978 mm und wiegen: 1380 kg, 975 kg, 575 kg.

## Orgeln

### Walcker-Orgel (1896–1966)

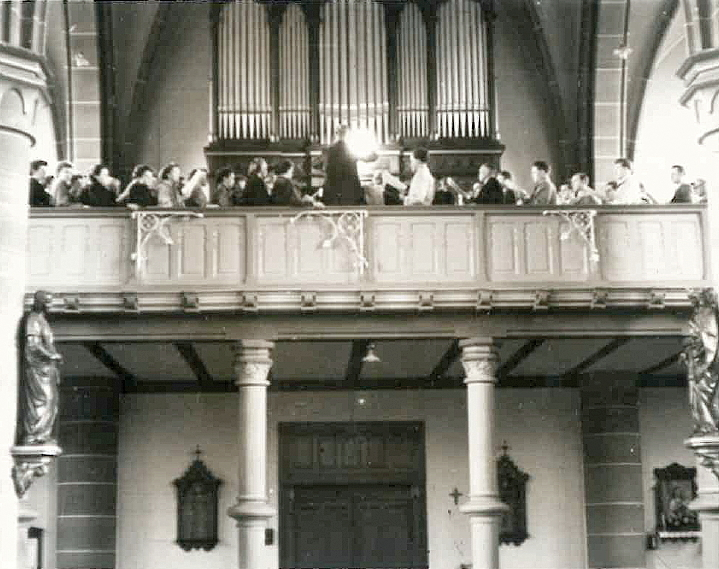
Ehemalige Walcker-Orgel

Die erste Orgel wurde 1894 als Opus 669 durch die Firma E. F. Walcker & Cie. erbaut. Sie besaß 16 Register.
| I Hauptwerk C–f3 |                |       |
| 1.               | Bourdon        | 16′   |
| 2.               | Principal      | 8′    |
| 3.               | Hohlflöte      | 8′    |
| 4.               | Viola da Gamba | 8′    |
| 5.               | Octave         | 4′    |
| 6.               | Flöte          | 4′    |
| 7.               | Octave         | 2′    |
| 8.               | Mixtur IV      | 2 ⁄3′ |
| 9.               | Trompete       | 8′    |

| II Manual C–f3 |                  |    |
| 10.            | Geigenprincipal  | 8′ |
| 11.            | Lieblich Gedeckt | 8′ |
| 12.            | Aeoline          | 8′ |
| 13.            | Rohrflöte        | 4′ |

| Pedal C–d1 |             |     |
| 14.        | Violonbaß   | 16′ |
| 15.        | Subbaß      | 16′ |
| 16.        | Violoncello | 8′  |

- Koppeln: II/I, I/I (Super), I/P, II/P
- Spielhilfen: Piano, Forte, Tutti

Anmerkung:
1. ↑  C-H mit Lieblich Gedeckt 8' kombiniert.

### Mayer-Orgel (seit 1975)

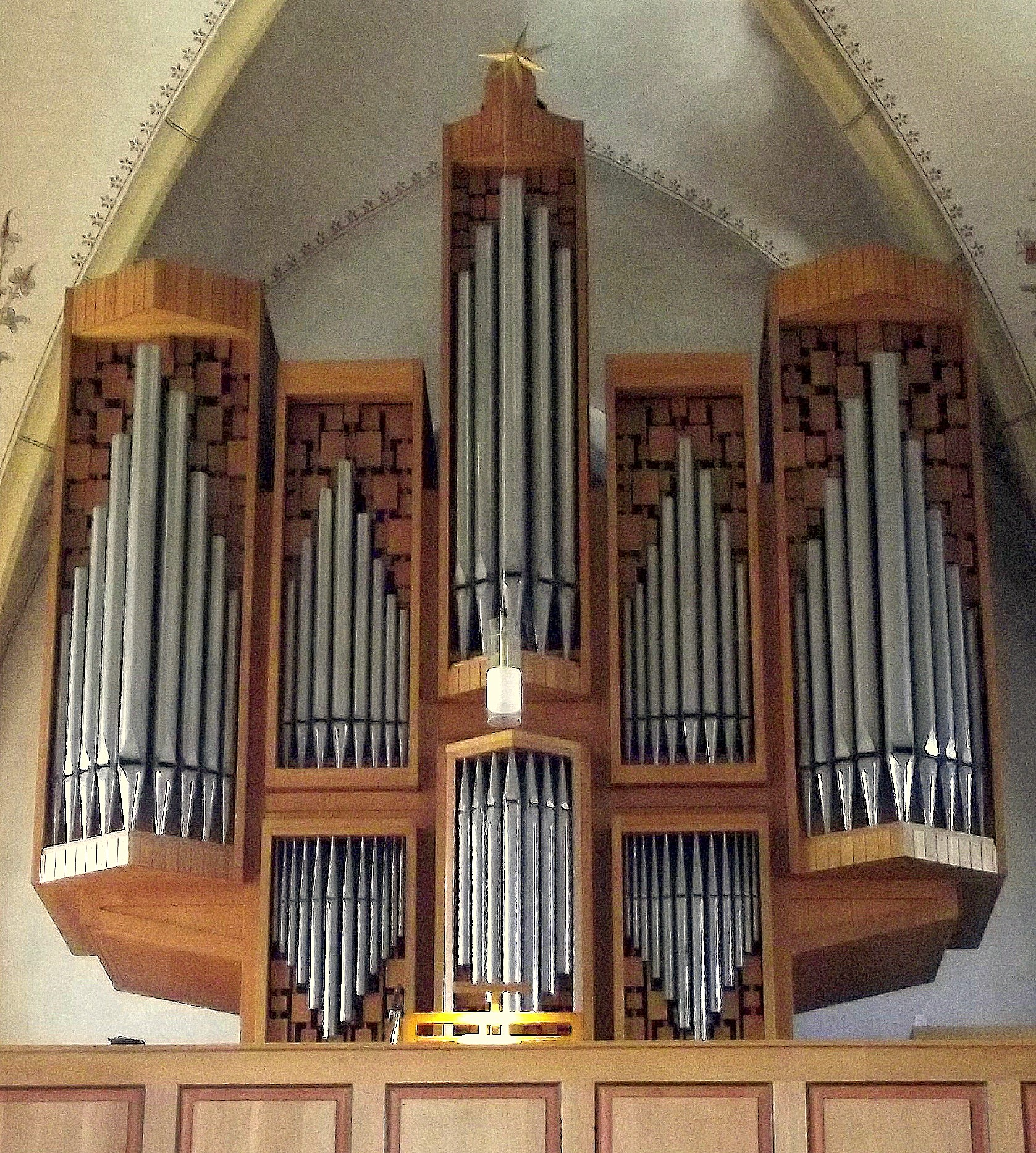
Heutige Mayer-Orgel

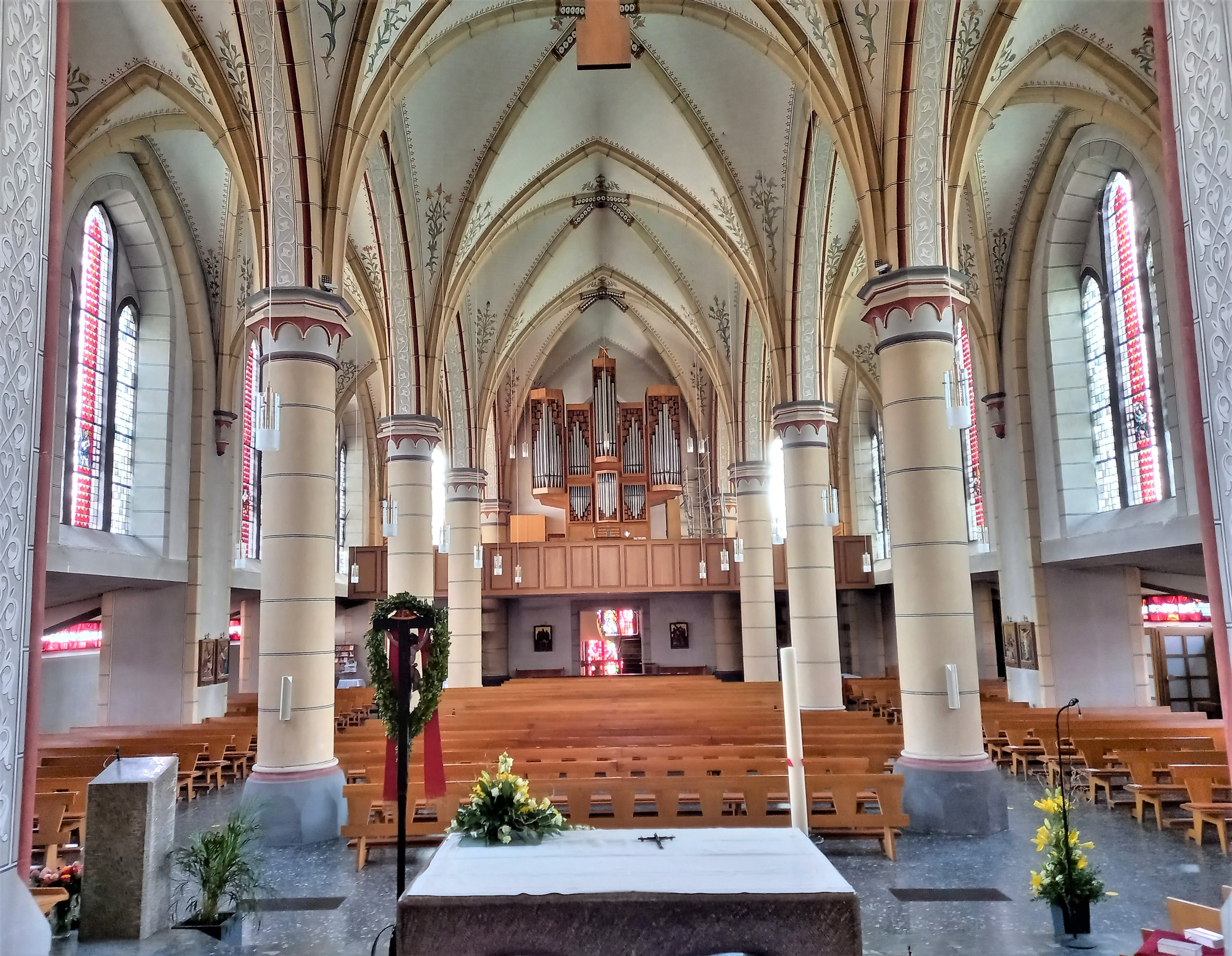

Im Jahre 1975 entschied man sich für einen Orgelneubau, der durch die Firma Mayer aus Heusweiler ausgeführt wurde. Es entstand ein neobarock gestaltetes zweimanualiges Instrument mit 22 Registern. Die Orgel hat folgende Disposition:
| I Hauptwerk C–g3 |             |        |
| 1.               | Principal   | 8′     |
| 2.               | Holzflöte   | 8′     |
| 3.               | Octave      | 4′     |
| 4.               | Gedackt     | 4′     |
| 5.               | Nasard      | 2 ⁄3′  |
| 6.               | Flöte       | 2′     |
| 7.               | Terzpfeife  | 1 3⁄5′ |
| 8.               | Mixtur IV   | 1 ⁄3′  |
| 9.               | Trompete    | 8′     |
|                  | Cymbelstern |        |

| II Schwellpositiv C–g3 |            |       |
| 10.                    | Gedackt    | 8′    |
| 11.                    | Principal  | 4′    |
| 12.                    | Rohrflöte  | 4′    |
| 13.                    | Salicet    | 2′    |
| 14.                    | Quinte     | 1 ⁄3′ |
| 15.                    | Cymbel III |       |
| 16.                    | Krummhorn  | 8′    |
|                        | Tremulant  |       |

| Pedal C–f1 |             |     |
| 17.        | Subbaß      | 16′ |
| 18.        | Octavbaß    | 8′  |
| 19.        | Holzgedackt | 8′  |
| 20.        | Choralflöte | 4′  |
| 21.        | Mixtur III  | 2′  |
| 22.        | Fagott      | 16′ |

- Koppeln: II/I, I/P, II/P
- Spielhilfen: 2 freie Kombinationen, 1 freie Pedalkombination, Crescendowalze